# MathType

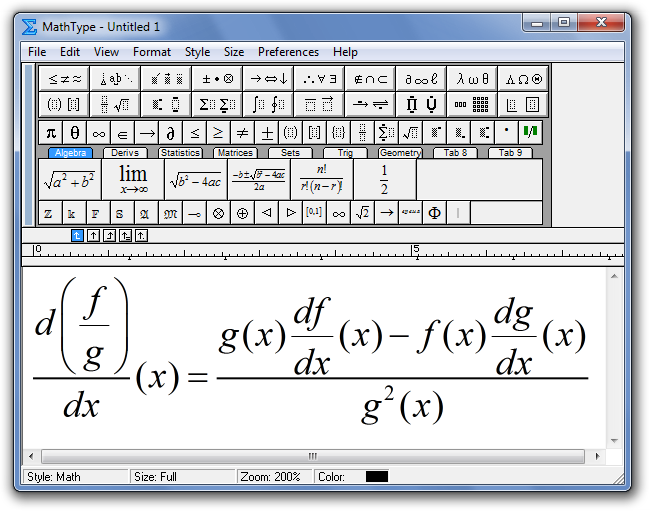
MathType 的一个例子

MathType是由Design Science公司设计的一个可以在Word、PowerPoint等字处理软件和演示程序中编辑科学公式编辑器。支持TeX和LaTeX，以及国际标准MathML，并能够把公式转化为支持Web的各种图形（GIF等），也支持WMF和EPS输出。截至2018年9月，目前最新的版本是7.3（Windows中文版）。
MathType是强大的数学公式编辑器，与常见的文字处理软件和演示程序配合使用，能够在各种文档中加入复杂的数学公式和符号，可用在编辑数学试卷、书籍、报刊、论文、幻灯演示等方面，是编辑数学资料的得力工具。MathType与常见文字处理工具紧密结合，支持OLE（对象的链接与嵌入），可以在任何支持OLE的文字处理系统中调用（从主菜单中选择"插入->对象"在新对象中选择"MathType"），帮助用户快速建立专业化的数学技术文档，对Word或WPS等文字处理系统的支持相当好。
MathType实现“所见即所得”的工作模式，它可以将编辑好的公式保存成多种图片格式或透明图片模式，可以很方便的添加或移除符号、表达式等模板（只需要简单地用鼠标拖进拖出即可），也可以很方便地修改模板。
MathType (数学公式编辑器)提供以下功能：
1.直观易用、所见所得的用户界面，与Windows, Macintosh环境中各种文字处理软件和出版软件兼容。
2.自动智能改变公式的字体和格式，适合各种复杂的公式，支持多种字体。
3.支持TeX和LaTeX，以及国际标准MathML，并能够把公式转化为支持Web的各种图形 （如Gif等），也支持WMF和EPS输出。
4.附加七十多种专用符号字体，数百种公式符号和模版，涵盖数学、物理、化学、地理等科学领域。

## 外部連結
- MathType官网 （页面存档备份，存于）
- Mathtype 7中文版下载 （页面存档备份，存于）
- MathType使用技巧 （页面存档备份，存于）